# Powiat grodziski (województwo wielkopolskie)
Powiat grodziski – powiat w zachodniej Polsce, w południowo-zachodniej części województwa wielkopolskiego. Siedzibą władz jest miasto Grodzisk Wielkopolski. Został utworzony w 1999 roku w ramach reformy administracyjnej.
Według danych z 31 grudnia 2019 r. powiat miał 51 893 mieszkańców. Natomiast według danych z 30 czerwca 2020 roku powiat zamieszkiwało 51 940 osób.
W skład powiatu wchodzą:
- gminy miejsko-wiejskie: Grodzisk Wielkopolski, Rakoniewice, Wielichowo
- gminy wiejskie: Granowo, Kamieniec
- miasta: Grodzisk Wielkopolski, Rakoniewice, Wielichowo

Powiat grodziski istniał w latach 1887–1932, 1941–1945 i od 1999.

## Demografia

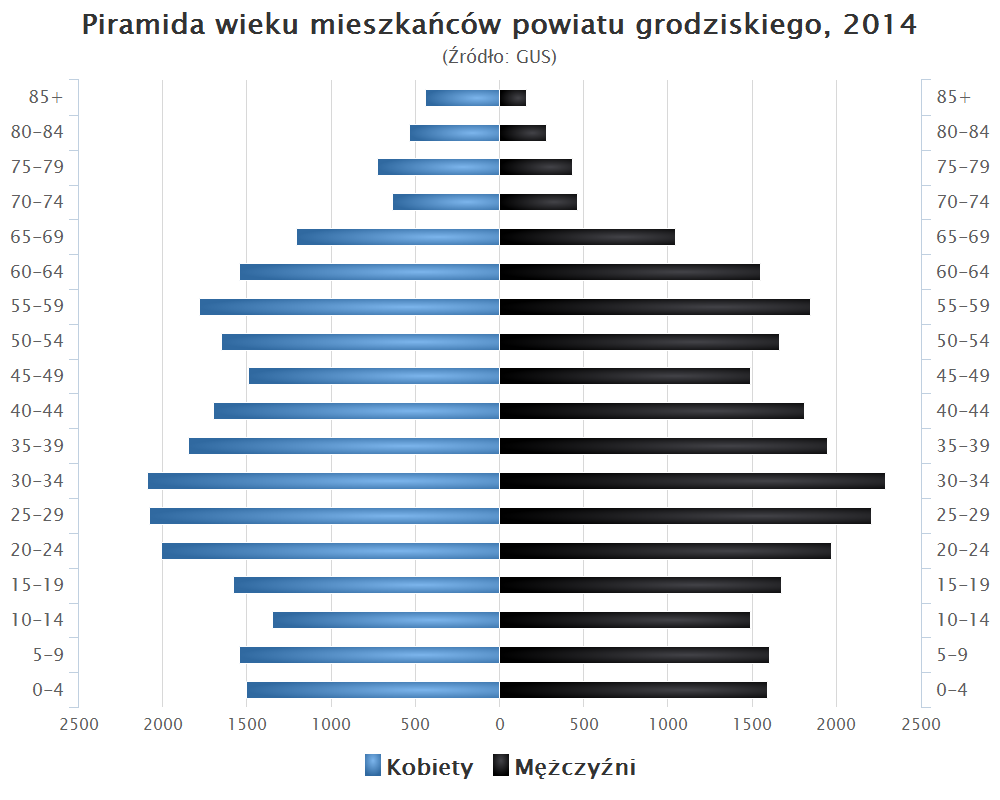
Piramida wieku mieszkańców powiatu grodziskiego w 2014 roku

Liczba ludności (dane z 30 czerwca 2013):
|        | Ogółem | Ogółem | Kobiety | Kobiety | Mężczyźni | Mężczyźni |
| osób   | %      | osób   | %       | osób    | %         |           |
| ------ | ------ | ------ | ------- | ------- | --------- | --------- |
| Ogółem | 50 919 | 100    | 25 557  | 50,19   | 25 362    | 49,81     |
| Miasto | 19 565 | 38,42  | 9994    | 19,63   | 9571      | 18,80     |
| Wieś   | 31 354 | 61,58  | 15 563  | 30,56   | 15 791    | 31,01     |

▶Wieś vs ▶miasto
Ogółem (▶k, ▶m)
Miasto (▶k, ▶m)
Wieś (▶k, ▶m)

## Gospodarka
W 2013 r. wydatki budżetu samorządu powiatu grodziskiego wynosiły 37,47 mln zł, a dochody budżetu 37,83 mln zł – najmniejsze dochody budżetu samorządu powiatowego w woj. wielkopolskim. Zadłużenie (dług publiczny) samorządu na koniec 2013 r. wynosiło 16,6 mln zł, co stanowiło 9,53% wysokości wykonywanych dochodów.
W 2002 powiat miał najniższą stopę bezrobocia wśród powiatów województwa wielkopolskiego - ogółem 12,2% (na wsi - 11%).
W końcu września 2019 liczba zarejestrowanych bezrobotnych w powiecie obejmowała ok. 0,8 tys. mieszkańców, co stanowi stopę bezrobocia na poziomie 3,4% do aktywnych zawodowo.

## Historia
- W początkowym okresie państwa Piastów ziemia grodziska wchodziła w skład rozległej kasztelanii zbąskiej.[potrzebny przypis] Po śmierci króla Przemysła II w 1296 roku, Wielkopolskę próbowali opanować pretendenci do korony Henryk I książę głogowski i Władysław I Łokietek książę kujawski. W wyniku działań wojennych Henryk I opanował prawie całą Wielkopolskę. Jeszcze w 1296 roku, na mocy układu zawartego w Krzywiniu, książę Władysław Łokietek, zrzekł się swoich praw do części Wielkopolski na rzecz Henryka I. Obszar kasztelanii zbąskiej dostał się pod panowanie książąt śląskich. Znaczenie, krótko wcześniej powstałego Grodziska musiało być znaczne, skoro miasto zostało dystryktem i utworzono mennicę bijącą monety „kwartnik” na potrzeby księstwa.
- Po śmierci Henryka I w 1309 roku wspólne rządy nad księstwem sprawowali jego synowie.
- W 1312 roku nastąpił podział księstwa między braci. Grodzisk dostał się pod panowanie książąt żagańskich. Dalej był dystryktem w latach 1312–1314 i nadal bił monety na potrzeby księstwa.
- W XV w. powstał nowy podział administracyjny kraju, dawne kasztelanie zastąpiły powiaty.
- Od 1444 roku (najstarsza wzmianka) aż do 1815 roku Grodzisk należał do powiatu kościańskiego.
- W 1815 roku zaborcze władze pruskie stworzyły nowy podział administracyjny, w wyniku czego utworzono powiat Buk, do którego przynależał Grodzisk. W 1848 roku, za udział mieszkańców Buku (kosynierzy bukowscy) w Wiośnie Ludów, władze pruskie ukarały Buk przeniesieniem siedziby władz do Nowego Tomyśla.
- W latach 1848–1887 Grodzisk nadal należał do powiatu bukowskiego, z siedzibą jednak w Nowym Tomyślu.
- W 1887 roku dawny powiat bukowski podzielono na dwa tworząc powiat nowotomyski i grodziski. Początkowo w granicach Cesarstwa Niemiec, a od 1918 w granicach Polski. W skład powiatu poza Grodziskiem wchodziły miasta Buk i Opalenica.

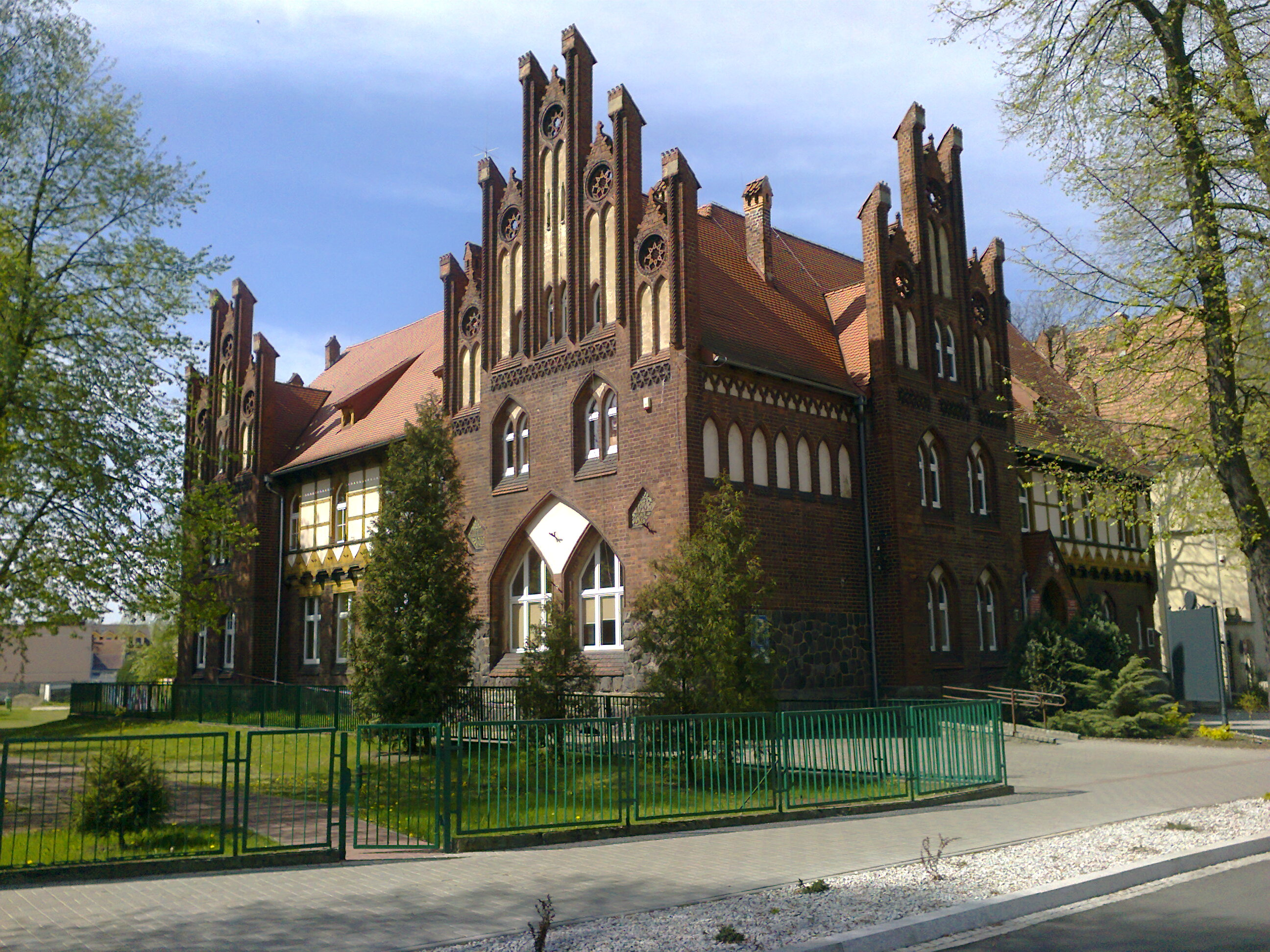
Starostwo powiatowe w Grodzisku

- W 1932 roku zlikwidowano powiat grodziski, włączając go całkowicie do powiatu nowotomyskiego. Mimo że w omawianym okresie był miastem znacznie większym i po włączeniu był największym miastem połączonego powiatu (Grodzisk 6234, Zbąszyń 5500, Opalenica 4371, Buk 3657, Nowy Tomyśl 2576 i Lwówek 2570 osób).
- W 1941 roku okupacyjne władze hitlerowskie utworzyły na nowo powiat grodziski (Landkreis Grätz), tym razem z całym daw. powiatem nowotomyskim.
- W 1945 roku powołano powiat grodziski i wybrano starostę w osobie Maksymiliana Hollanda, do 1939 roku burmistrza Buku. W tym samym czasie, 4 lutego 1945 roku, ukazała się odezwa mianowanego przez wojskowe władze rosyjskie starosty powiatowego w Nowym Tomyślu Stanisława Sarbaka, w której oświadczał, że powiat jest identyczny z tym sprzed 1939 roku. Szybko zażegnano zaistniały spór między obu miastami. Starostwo w Grodzisku rozwiązano, a Maksymilian Holland został wicestarostą nowotomyskim.
- Od 1945 do 1975 roku Grodzisk należał do powiatu nowotomyskiego, co na wiele lat spowodowało gospodarczy i ludnościowy zastój miasta.
- W 1954 roku odżyła sprawa przywrócenia siedziby powiatu, zakończona niepowodzeniem. Wspólny wniosek komisji złożonej z przedstawicieli Prezydium Wojewódzkiej Rady Narodowej w Poznaniu i Prezydium Powiatowej Rady Narodowej w Nowym Tomyślu odrzucał starania Grodziska o powiat, podając "wręcz śmieszną" przyczynę, brak 35 mieszkań na przekwaterowanie lokatorów, którzy po wojnie zamieszkali w byłym starostwie. W tymże 1954 roku dokonano wielu zmian na mapie województwa poznańskiego. Z powiatu kępińskiego wydzielono powiat ostrzeszowski, w 1956 roku wydzielono z powiatu jarocińskiego powiat pleszewski, a z powiatu wrzesińskiego powiat słupecki.
- W 1971 roku podjęto następną próbę reaktywowania powiatu grodziskiego. Społeczeństwo miało już dość rządów Nowego Tomyśla. Miasto coraz bardziej traciło na znaczeniu, poprzez stopniowe ograbianie potencjału gospodarczego. W 1950 roku znacjonalizowano i przekazano pod przymusowy Zarząd Państwowy drukarnię, a zarządcą ustanowiono Wielkopolskie Zakłady Graficzne w Poznaniu, które wkrótce przekazały drukarnię Państwowemu Przedsiębiorstwu PRO-MAG z Nowego Tomyśla[9], to samo przedsiębiorstwo z Nowego Tomyśla przejęło budynki po zlikwidowanej Elektrowni Miejskiej[10]. Nawet Browar w Grodzisku przestał być samodzielną jednostką gospodarczą w 1950 roku, włączono go do Wielkopolskich Zakładów Piwowarskich w Poznaniu, jako jeden z oddziałów. W 1960 roku zakład został rozdzielony. Słodownie zostały pod zarządem WZP w Poznaniu, natomiast browar, słodownia pszenna i rozlewnia zostały przejęte przez Zakład Przemysłu Terenowego w Poznaniu i podlegały Dyrekcji Zakładów w malutkim Bojanowie. Dopiero w 1970 roku Browary Grodziskie znów zjednoczono, ale nadal podlegały Zakładom Piwowarskim w Poznaniu. W 1958 roku przeniesiono do Nowego Tomyśla Komendę Powiatową Straży Pożarnej[11]. W 1963 roku zlikwidowano w Grodzisku więzienie i nawet dopuszczono się częściowej rozbiórki. Sąd nosił wówczas nazwę Sądu Powiatowego w Nowym Tomyślu z siedzibą w Grodzisku. Samodzielność straciły Zakłady Mięsne (powstały w 1894 roku) i podporządkowano je Okręgowemu Zarządowi Przemysłu Mięsnego w Poznaniu, częściowo Zakładom Mięsnym w Kościanie, najstarsza polska mleczarnia w Wielkopolsce (powstała w 1894 roku jako pierwsza polska mleczarnia w zaborze pruskim, konkurencyjna dla niemieckich) została zdegradowana do roli zlewni mleka[12]. Brak samodzielności zakładów pracy powodował między innymi, że nie było komu finansować Klubu Sportowego Dyskobolia. Największym jednak ciosem była "powiatyzacja" spółdzielni mieszkaniowej, która w krótkim czasie doprowadziła do pozbawienia miasta potencjału budowlanego ze skutkami odczuwalnymi do dziś[13]. W tym okresie takie powiatowe miasta jak: Kościan, Września, Śrem, Środa czy o wiele mniejsze Wolsztyn i Nowy Tomyśl wzniosły całe osiedla mieszkaniowe, w Grodzisku budownictwo wielomieszkaniowe nie istniało. W 1946 roku, Grodzisk był na 23. miejscu wśród 109 obecnych miast w województwie wielkopolskim[14], w 1985 roku zajmował zaś 35. pozycję. Władze powiatowe w Nowym Tomyślu dyskryminowały też Grodzisk pod względem obszaru miasta. Jeśli w latach międzywojennych uznawano obszar 8,0 km² za niedostatecznie zabezpieczający potrzeby rozwojowe miasta, to władze powiatowe zmniejszyły w omawianym okresie obszar miasta do 5,0 km², a w latach siedemdziesiątych XX w. nawet do 4,5 km². Stało się tak na skutek uchwały władz powiatowych, przekazujących grunty miejskie do okolicznych sołectw. Motywowano to potrzebą ochrony gruntów rolnych. Jedynym wyjątkiem w tym okresie było miasto Nowy Tomyśl do obszaru którego włączono sołectwo Paproć (m.in stacja PKP i okolice)[15]. W końcu doprowadziło to do głośnego wówczas protestu grodziszczan nazywanego "Rewolucją Grodziską". W 1971 roku przeprowadzono spotkanie miejscowego społeczeństwa z władzą lokalną, powiatową i wojewódzką. Podjęto szereg decyzji dotyczących życia gospodarczego i społecznego, jednak nie wydzielono miasta z terytorium powiatu, co było jednym z postulatów. W 1972 roku do pracy i do szkół w Poznaniu dojeżdżało ponad 1200 osób. Stopniowe wychodzenie z 30-letniego marazmu rozpoczęło się dopiero po likwidacji powiatów w 1975 roku.
- Pozytywnym elementem likwidacji powiatów było połączenie miasta z gminą, co przyniosło także samodzielność budżetową i administracyjną.
- W latach 1975–1999 Grodzisk, jako miasto i gmina był samodzielną jednostką administracyjną w ówczesnym województwie poznańskim.
- W 1990 roku powołano w Grodzisku Rejonowy Urząd Administracji Państwowej (jakby namiastka powiatu). Jego siedzibą został gmach starostwa, a pierwszym kierownikiem Przemysław Smulski. Powołano też Sąd Rejonowy, a w 1992 roku powołano Rejonową Komendę Policji.
- We wstępnych projektach nowego podziału administracyjnego kraju, autorstwa prof. M. Kuleszy, Grodzisk został pominięty jako miasto powiatowe. Wywołało to gwałtowny protest wśród mieszkańców miasta. Podjęto natychmiastową akcję protestacyjną w Warszawie. Konflikt między Grodziskiem a Nowym Tomyślem nazywano "Wielkopolskimi Bałkanami" i określano jako największy punkt zapalny w Wielkopolsce. W efekcie podjętych starań oba miasta zostały siedzibami powiatu.
- W 1999 roku utworzono powiat grodziski, w skład którego weszły gminy miejsko-wiejskie Grodzisk, Rakoniewice, Wielichowo i gminy wiejskie Granowo i Kamieniec. Przez pewien czas oba miasta Nowy Tomyśl i Grodzisk próbowały agitować na swoją stronę Opalenicę. Jednak po referendum przeprowadzonym w Opalenicy, ostatecznie włączono ją do powiatu nowotomyskiego.

## Wykaz Landratów i Starostów Grodziskich
| imię i nazwisko           | lata urzędowania | uwagi                                                                              |
| ------------------------- | ---------------- | ---------------------------------------------------------------------------------- |
| Daum                      | ? -1.10.1887     | Asesor rządowy, rządu w Poznaniu (komisaryczny)                                    |
| Boltze                    | ? - 8.8.1899     | Asesor rządowy, rządu w Poznaniu (komisaryczny), później ostateczny w Grodzisku    |
| Rudolf von Pommer-Esche   | 1910–1916        | Asesor rządowy, rządu w Poznaniu (komisaryczny), później ostateczny w Grodzisku    |
| von Kitzling              | ? -1918          |                                                                                    |
| Stanisław Skoczyński      | 1918–1919        |                                                                                    |
| Stanisław Żółtecki        | 1919–1921        |                                                                                    |
| Marian Korotkiewicz       | 1921             |                                                                                    |
| Michał Szczyt-Niemorowicz | 1921–1922        |                                                                                    |
| Czesław Bogacki           | 1922–1923        |                                                                                    |
| Czesław Czochron          | 1923–1926        |                                                                                    |
| Henryk Kaysiewicz         | 1926–1932        |                                                                                    |
| Reichelt                  | ? - 1940         | (komisaryczny)                                                                     |
| Paul Iden                 | 1941–1945        |                                                                                    |
| Maksymilian Holland       | 1945             | wybrany starostą, jednak nie objął urzędu wskutek likwidacji powiatu grodziskiego. |
| Władysław Chwalisz        | 1999–2006        |                                                                                    |
| Stanisław Hadka           | 2006–2010        |                                                                                    |
| Mariusz Zgaiński          | od 2010          |                                                                                    |

## Sąsiednie powiaty
- poznański
- kościański
- wolsztyński
- nowotomyski